# Bihariosaurus
Bihariosaurus bauxiticus
Genre
Espèce
Bihariosaurus est un genre éteint de dinosaures ornithopodes de l'infra-ordre des Iguanodontia ayant vécu au Crétacé supérieur en Roumanie.
Une seule espèce est rattachée au genre : Bihariosaurus bauxiticus.
La création de ce genre et de son espèce a été remise en cause en 2003 par E. Posmoşanu qui considère que sa description initiale est insuffisante pour l'érection d'un nouveau taxon. Pour cet auteur, ce fossile est pour l'instant un iguanodonte nomen nudum.